# Pachyptera erythraea
Pachyptera erythraea là một loài thực vật có hoa trong họ Chùm ớt. Loài này được (Dugand) A.H.Gentry mô tả khoa học đầu tiên năm 1977.